# Roslyn Kind

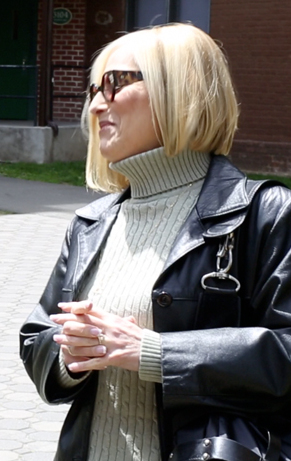
Roslyn Kind (2013).

Roslyn Kind (* 9. Januar 1951 in Brooklyn, New York City) ist eine US-amerikanische Sängerin und Schauspielerin.

## Biografie
Roslyn Kind kam 1951 im New Yorker Stadtteil Brooklyn als einziges Kind des Geschäftsmanns Louis Kind (1893–1969) und dessen Frau Diana (geb. Rosen, 1908–2002), einer Schulsekretärin, zur Welt. Für beide Elternteile war es die zweite Ehe und es gab Halbgeschwister auf beiden Seiten, darunter die Halbschwester Barbra Streisand mütterlicherseits. Kind wuchs in einem jüdischen Haushalt auf.
Kinds Großvater war ein Kantor, und auch ihre Mutter zeigte mit ihrer Sopranstimme Gesangstalent, was Roslyn Kind früh zum Singen inspirierte. Noch als High-School-Schülerin sang sie für Harry Jenkins, den Präsidenten von RCA Victor vor, nachdem er Demoaufnahmen von ihr gehört hatte.
Noch am Tag ihres High-School-Abschlusses im Juni 1968 begann sie mit den Aufnahmen für ihr erstes Album, das mit dem Titel Give Me You (Produzent: Ernest Altschuler, Orchesterleitung: Lee Holdridge) im Januar 1969 veröffentlicht wurde. Das Album war größtenteils eine Zusammenstellung von Coverversionen, darunter A Modern Day Version of Love von Neil Diamond, The Fool on the Hill von Lennon/McCartney und The Shape of Things to Come von Max Frost and the Troopers.
Das zweite Album, This Is Roslyn Kind (Produktion: Andy Wiswell, Orchesterleitung: David Shire), erschien noch vor Jahresende 1969 und enthielt Versionen von I Only Wanna Laugh von Dusty Springfield, Make Your Own Kind of Music von Cass Elliot und I Guess the Lord Must Be in New York City von Harry Nilsson. Von Make Your Own Kind of Music nahm sie auch eine deutschsprachige Version auf, Sing nochmal dieses Lied, die 1970 in Deutschland veröffentlicht und von Mary Roos gecovert wurde.
Am 9. Februar 1969 und am 7. Juni 1970 trat Roslyn Kind in der Ed Sullivan Show auf. Am 17. Dezember 1969 hatte sie ihren ersten Live-Auftritt im Persian Room des New Yorker Plaza Hotels. Im Juni 1973 folgte ihr Debüt in Las Vegas, im Las Vegas Hilton. Am 16. April 1977 trat Kind mit ihrem damaligen Schwager Elliott Gould bei Saturday Night Live auf, wo sie das von Paul Anka geschriebene Stück I'm Not Anyone sang.
1982 sang sie die Titelmelodie des amerikanischen Fernsehfilms Auf einmal ist es Liebe (Originaltitel: Not Just Another Affair, Regie: Steven Hilliard Stern).
In späteren Jahren erschienen nur noch vereinzelt Singles, da sich Kind auf ihre Karriere als Kabarettsängerin und Schauspielerin konzentrierte. Sie trat in verschiedenen Broadway- und Off-Broadway-Stücken wie Show Me Where the Good Times Are, Leader of the Pack und Elegies auf. Auch im US-Fernsehen war sie zu sehen, unter anderem im Januar 1988 in einer Folge der Sitcom Throb. In der am 11. Dezember 1996 ausgestrahlten Folge „Rund ums Auto“ (The Car Show) der Sitcom Die Nanny spielte sie sich selbst.
Kind war von 1983 bis 1988 mit dem Schauspieler Randy Stone verheiratet. Sie ist die Tante von Josh Brolin.
2012 trat sie mit ihrer Schwester Barbra Streisand bei deren "Back to Brooklyn"-Tour und 2013 bei der Europatournee "Barbra Live" auf. Seit 2011 erschien sie mehrfach im Catalina Jazz Club in Hollywood.

## Diskografie

### Studioalben
- 1969: Give Me You (RCA Victor LSP-4138)
- 1969: This Is Roslyn Kind (RCA Victor LPS-4256)
- 1994: Come What May (Right Kind Music 69902)

### Singles
- 1969: "I Only Wanna Laugh" / "Taximan" (RCA Victor 74-0288)
- 1969: "The Shape of Things to Come" / "It's a Beautiful Day" (RCA Victor 74-0146)
- 1969: "I Own the World" / "I Own the World" (RCA Victor SPS-45-194) – Promo-Single
- 1970: "Sing nochmal dieses Lied" / "It's a Beautiful Day" (RCA Victor 74-16 027)
- 1970: "Foresight" / "Rich Is" (RCA Victor 74-0312)
- 1976: "She Loves to Hear the Music (Mono)" / "She Loves to Hear the Music (Stereo)" (Columbia 3-10290)
- 1976: "There'll Be Time" / "Loneliness" (Columbia 3-10386)
- 1984: "Sad" / "Fantasy of Love" (WEA 24 9327-7)
- 1985: "If the Love Fits" / "Anyway" (WEA 24 9070-7)
- 2020: "Light of Love" (Right Kind of Music)

### Compilations
- 2014: Give Me You / This Is Roslyn Kind (Masterworks Broadway 88843 08980 2)

## Filmografie
- 1969: For Me… Formidable (TV-Special für Charles Aznavour, Regie: Jean-Christophe Averty)
- 1970: Der goldene Schuß (Spielshow)
- 1977: Saturday Night Live
- 1983: Gimme a Break! (Fernsehserie)
- 1983: I'm Going to Be Famous
- 1987: The Underachievers
- 1988: Throb (Sitcom)
- 1991: Switched at Birth (zweiteiliger Fernsehfilm, Regie: Waris Hussein)
- 1994: The Howard Stern Show (Talkradio-Sendung)
- 1996: Die Nanny (Sitcom)
- 2008: Ladies of the House
- 2007: The Florence Henderson Show (Talkshow)
- 2014: Today